# Pic de Munyidor
El Pic de Munyidor és una muntanya de 2.650 metres que es troba entre els municipis de la Vall de Boí i de Vilaller, a la comarca de l'Alta Ribagorça.